# 뤼르

문장

뤼르(Lure)는 프랑스 동부 부르고뉴프랑슈콩테 지방 오트손 주에 위치한 지자체이다. 2021년 기준 인구는 7,918명으로, 브줄, 에리쿠르에 이어 오트손 주에서 3번째로 인구가 많은 지자체이다.

## 인구
| 연도        | 인구  | ±% p.a. |
| ----------- | ----- | ------- |
| 1968        | 7,415 | —       |
| 1975        | 8,639 | +2.21%  |
| 1982        | 9,130 | +0.79%  |
| 1990        | 8,843 | −0.40%  |
| 1999        | 8,727 | −0.15%  |
| 2007        | 8,263 | −0.68%  |
| 2012        | 8,423 | +0.38%  |
| 2017        | 8,207 | −0.52%  |
| 출처: INSEE |       |         |

## 같이 보기
- 오트손주